# Tintern Abbey
Tintern Abbey (walisisch Abaty Tyndyrn) ist eine Klosterruine im walisischen Wye Valley nahe dem Dorf Tintern. Die Abtei wurde 1131 von den Zisterziensern gegründet. Sie war das erste Zisterzienserkloster in Wales und das zweitälteste in Großbritannien. Das Kloster wurde 1536 aufgelöst. Seitdem verfiel die Abtei, bis sie Ende des 18. Jahrhunderts, im Zeitalter der Romantik, als Ausflugsziel wiederentdeckt wurde.

## Geschichte
Tintern Abbey wurde am 9. Mai 1131 von dem anglonormannischen Adligen und Herrn von Chepstow Walter de Clare gestiftet. Er folgte damit dem Beispiel seines Verwandten William Giffard, der als Bischof von Winchester drei Jahre zuvor das erste englische Zisterzienserkloster in Waverley in Surrey gegründet hatte. Die Mönche von Tintern kamen aus Kloster L’Aumône, einem Tochterkloster des Klosters Cîteaux, dem Ursprungsort des Zisterzienserordens. Die Gemeinschaft wuchs schnell, schon 1139 wurde in Gloucestershire ein Tochterhaus gegründet (Kingswood Abbey). 1200 oder 1203 folgte eine weitere Gründung im County Wexford in Irland (Tinternparva Abbey).

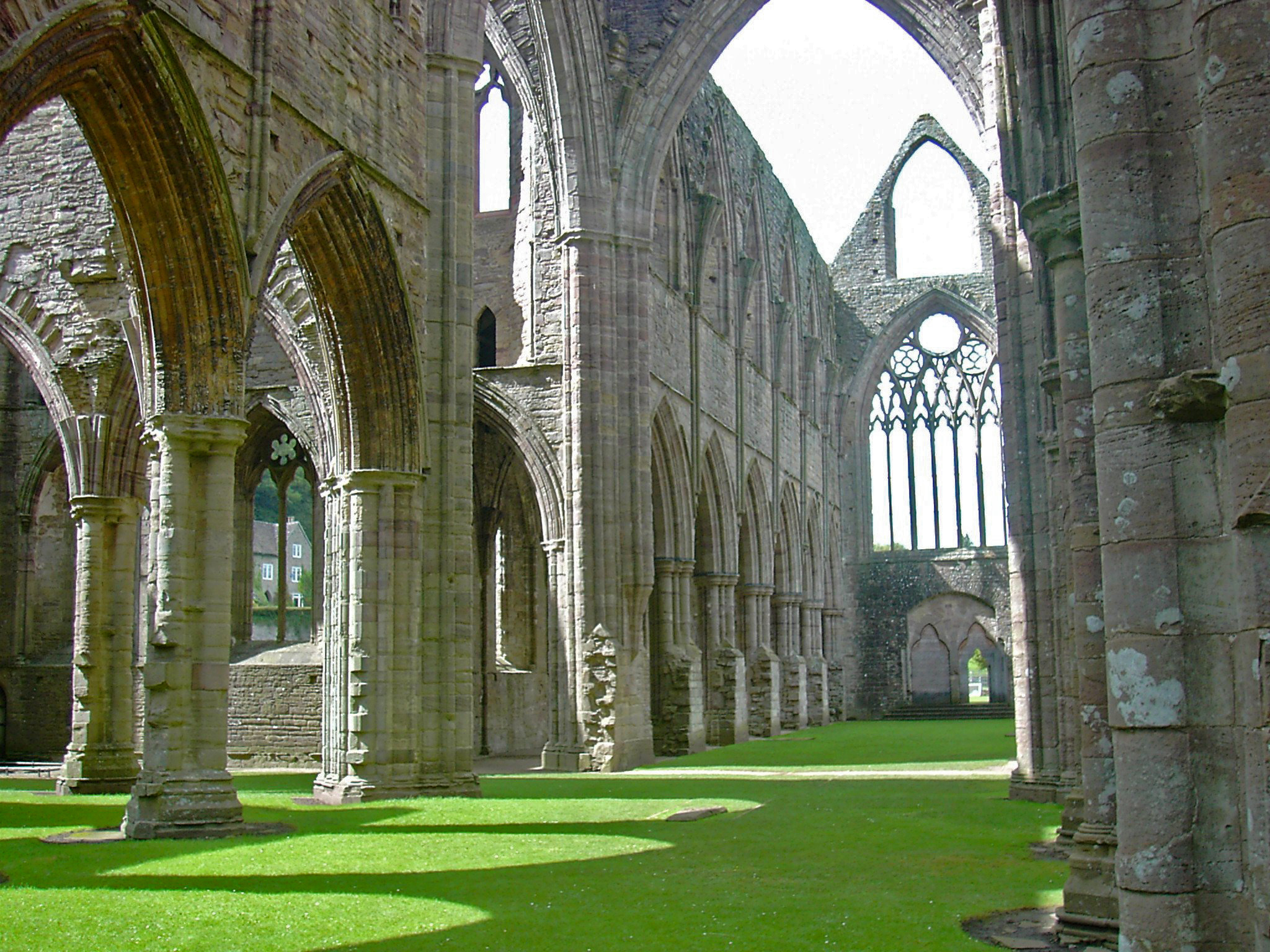
Innenansicht der Klosterkirche

Die ersten Klostergebäude wurden 1136 fertiggestellt. Von diesen Bauten sind nur noch wenige Überreste vorhanden, da im Laufe der Jahrhunderte die Abtei mehrmals erweitert und umgebaut wurde. Der Hauptteil der heute erhaltenen Ruinen stammt aus der zweiten Hälfte des 13. Jahrhunderts. Zu dieser Zeit hatte das Kloster Tintern erhebliche Einnahmen durch Landbesitz zu beiden Seiten des River Wye. Zusätzlich trat Roger Bigod, 5. Earl of Norfolk und Lord of Chepstow als Gönner des Klosters auf. Durch seine finanzielle Förderung konnte im Jahr 1301 die neue Klosterkirche fertiggestellt werden. Die gotische Kirche wurde im Decorated Style in Kreuzform errichtet. Das Mittelschiff war mit zwei Seitenschiffen versehen, in den Querarmen waren Kapellen untergebracht. Der Kreuzgang und die Unterkünfte der Mönche befanden sich nördlich der Kirche.
Mitte des 14. Jahrhunderts war Tintern eine der wenigen walisischen Abteien, die nicht in die Kämpfe des englischen Königs Eduard II. gegen Königin Isabella verwickelt waren, obwohl Eduard 1326 zwei Nächte in dem abgelegenen Kloster verbracht hatte. Dagegen litt Tintern unter der Pestepidemie von 1349, die zu einem deutlichen Rückgang der Besetzung des Klosters und bei den Pächtern der Gutshöfe führte. Anfang des 15. Jahrhunderts wurden Teile der Besitztümer während des Aufstands unter Owain Glyndŵr zerstört. Das Kloster versuchte diese finanziellen Verluste durch die Bewirtung von Pilgern auszugleichen. Die Abtei beherbergte eine Statue der Heiligen Jungfrau Maria, der wundersame Kräfte nachgesagt wurden.
Nach der Errichtung der Anglikanischen Staatskirche durch Heinrich VIII. wurde der Orden gezwungen, das Kloster aufzulösen. Am 3. September 1536 übergab der letzte Abt Wyche das Kloster an die Krone. Zu diesem Zeitpunkt bestand die Gemeinschaft aus dem Abt, 12 Mönchen und 35 Bediensteten. Trotz der geringen Größe war Tintern das vermögendste Kloster in Wales. Die Wertgegenstände wurden der königlichen Schatzkammer übergeben, die Gebäude dem Earl of Worcester zugesprochen. Dieser ließ das Bleidach abtragen, wodurch die Abtei dem Zerfall preisgegeben war.

## Wiederentdeckung der Klosterruine

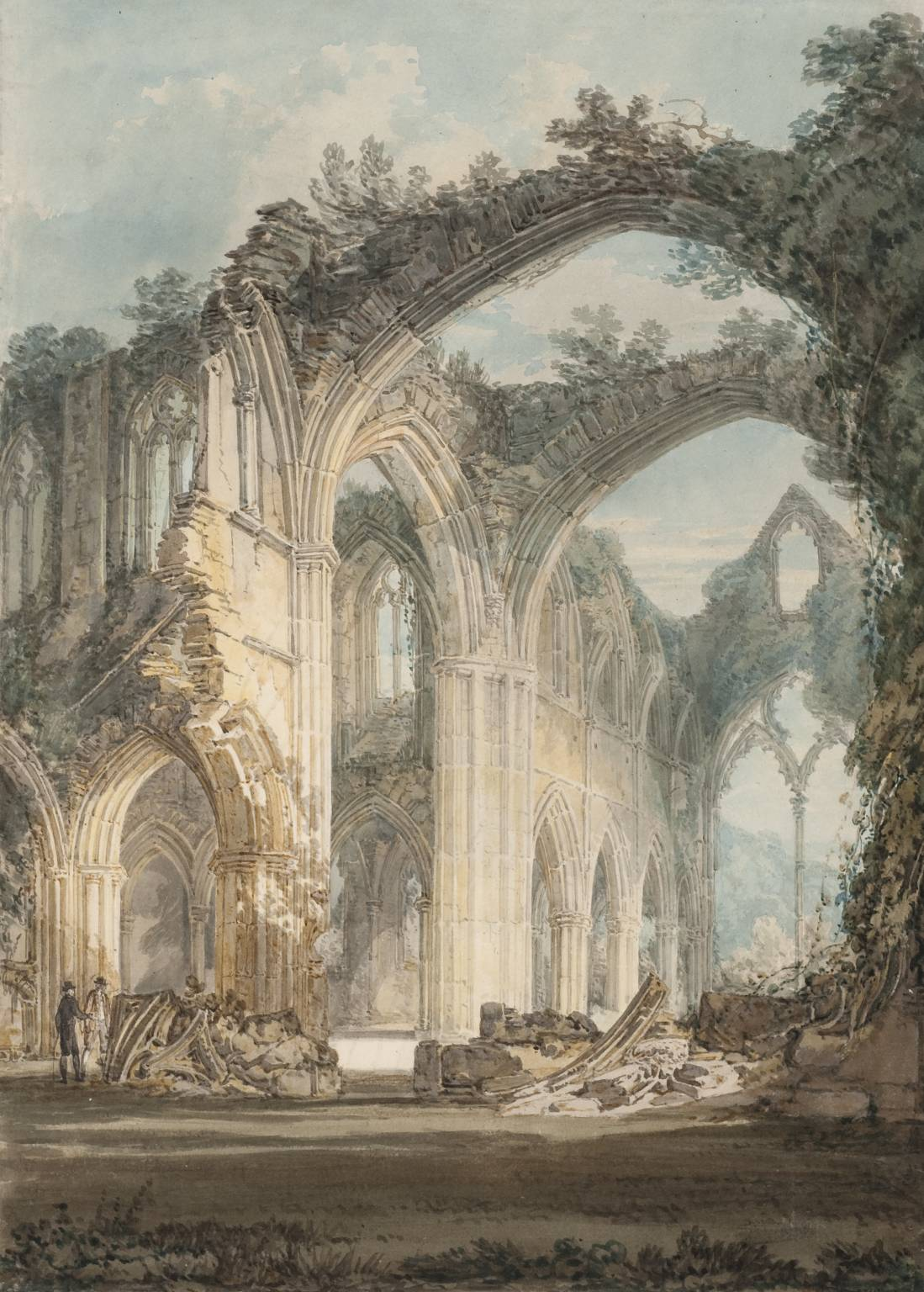
William Turner: The Chancel and Crossing of Tintern Abbey, Looking towards the East Window, 1794

Nach der Aufgabe des Klosters geriet Tintern in Vergessenheit. Ende des 18. Jahrhunderts wurden aber die unberührten Regionen Großbritanniens beliebte Ausflugsziele. Das Tal des Wye wurde von den Romantikern für seine malerische Landschaft gerühmt. Nachdem der Pfarrer William Gilpin 1782 den populären Reiseführer Observations on the River Wye veröffentlicht hatte, wurden die Ruinen von Tintern scharenweise von Touristen besucht. Der damalige Besitzer von Tintern, der Duke of Beaufort, begann mit der vorsichtigen Konservierung der Ruinen.
1782 besuchte der englische Maler Thomas Gainsborough Tintern Abbey und fertigte Bleistiftskizzen von den Ruinen an. Doch erst nachdem der Landschaftsmaler William Turner im Jahr 1792 die Abtei besucht und zwei Jahre später seine Aquarelle von ihr ausgestellt hatte, wurden die efeubewachsenen Ruinen zu einem beliebten Motiv auch für andere Maler. 1793 besuchte William Wordsworth die Anlage. Seine Eindrücke von den Ruinen formulierte er fünf Jahre später in dem Gedicht Lines Composed A Few Miles Above Tintern Abbey, On Revisiting The Banks Of The Wye During A Tour. July 13, 1798 (kurz: Tintern Abbey), das zu den bekanntesten literarischen Werken der englischen Romantik zählt. Nach dem Vorbild von Tintern wurde 1843 von A. W. N. Pugin die Kathedrale in Enniscorthy entworfen.
1901 wurde Tintern Abbey von der britischen Krone als Baudenkmal von nationaler Bedeutung anerkannt und für 15.000 Pfund aufgekauft. Es begannen umfangreiche Restaurierungsarbeiten, die 1928 abgeschlossen werden konnten. Dabei musste zur Konservierung des Mauerwerks der Efeubewuchs entfernt werden. Von einigen Nebengebäuden des Klosters wurden Grundmauern freigelegt, die einen Einblick in die Struktur und Organisation des Klosters geben. Die für Besucher zugängliche Anlage gilt heute als die besterhaltene mittelalterliche Kirchenruine in Wales. Seit 1984 wird Tintern Abbey von der walisischen Denkmalschutzbehörde Cadw verwaltet.